# Olandia
Olandia (szw. Ölandⓘ) – wyspa należąca do Szwecji na Morzu Bałtyckim, położona przybrzeżnie przy południowo-wschodnim krańcu tego kraju i oddzielona od stałego lądu Cieśniną Kalmarską. Jest drugą co do wielkości (po Gotlandii) wyspą Szwecji.

Herb Olandii

Powierzchnia wyspy wynosi 1347 km², a długość linii brzegowej 496 km. Ukształtowanie powierzchni nizinne, z największym wzniesieniem Rösslösa sięgającym 57,4 m n.p.m. Zbudowana jest z paleozoicznych wapieni i margli.
Ludność zajmuje się głównie rybołówstwem i hodowlą bydła. Gleby na wyspie są mało urodzajne i w ich użytkowaniu dominują pastwiska, jedynie na wybrzeżach aluwialnych uprawia się owies, jęczmień i buraki cukrowe. Ponadto przemysł cementowy, rafinacja cukru i eksploatacja wapieni. Populacja wyspy w grudniu 2021 liczyła 26 617 osób. Największym miastem jest Borgholm i liczy ok. 3 tys. mieszkańców. Od 1972 Olandia jest połączona ze stałym lądem mostem Ölandsbron.
Rolniczy krajobraz południowej części wyspy, z licznymi stanowiskami archeologicznymi oraz zachowanymi w praktycznie niezmienionej od wieków formie wsiami, został w 2000 roku wpisany na listę światowego dziedzictwa UNESCO.
Na wyspie odkryte zostały ślady starożytnej warowni nazwanej Ismantorp, wybudowanej w okresie wędrówki ludów.

## Galeria

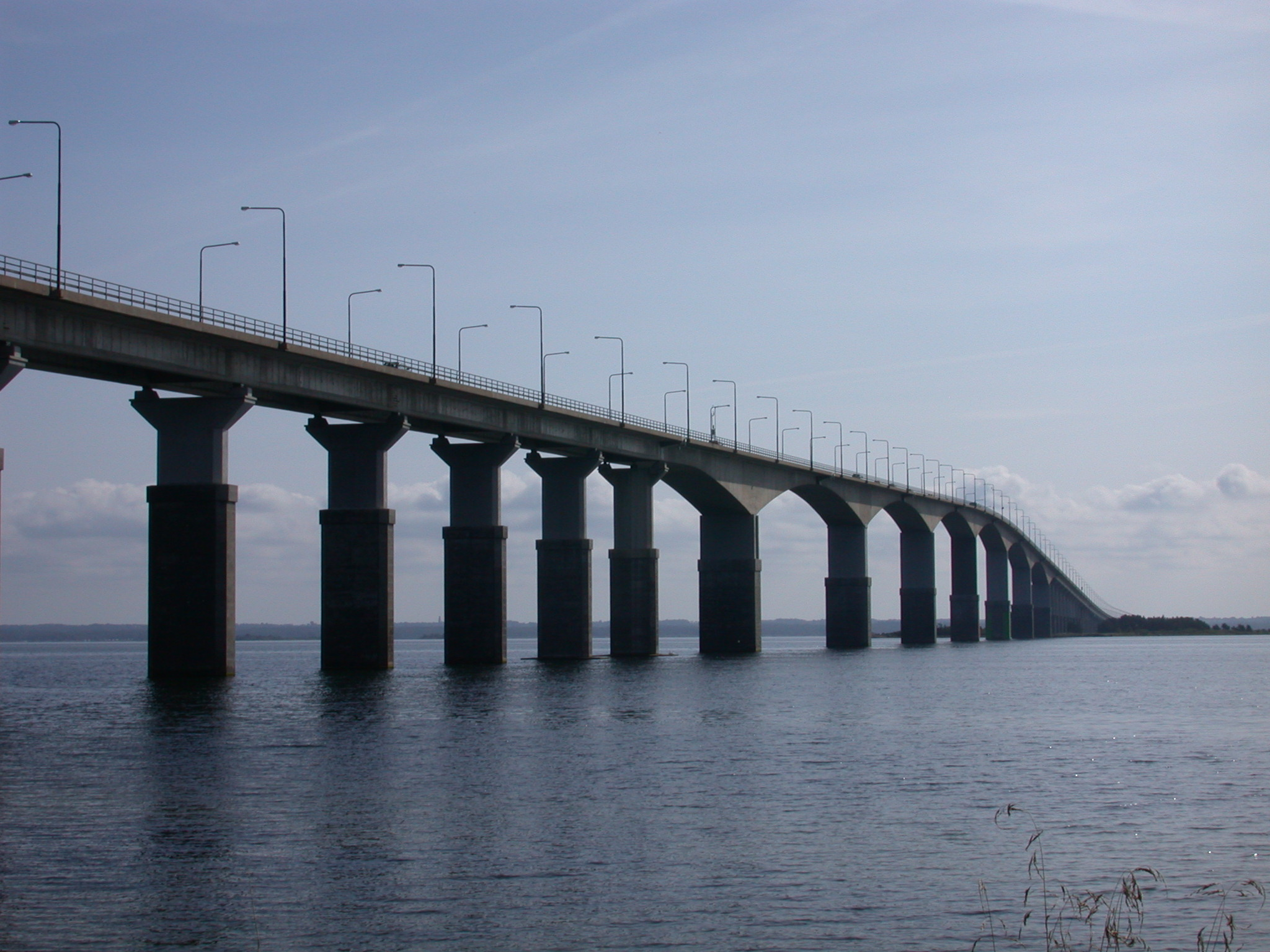
Most Olandzki
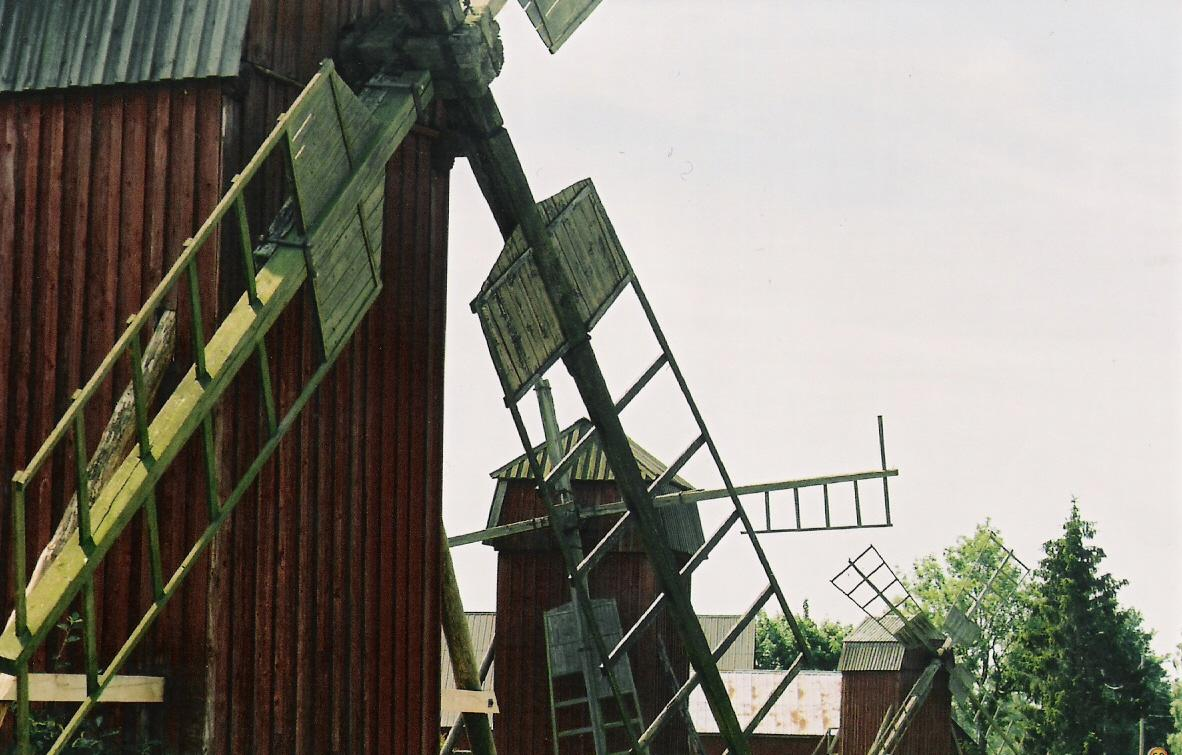
Charakterystyczne dla wyspy wiatraki
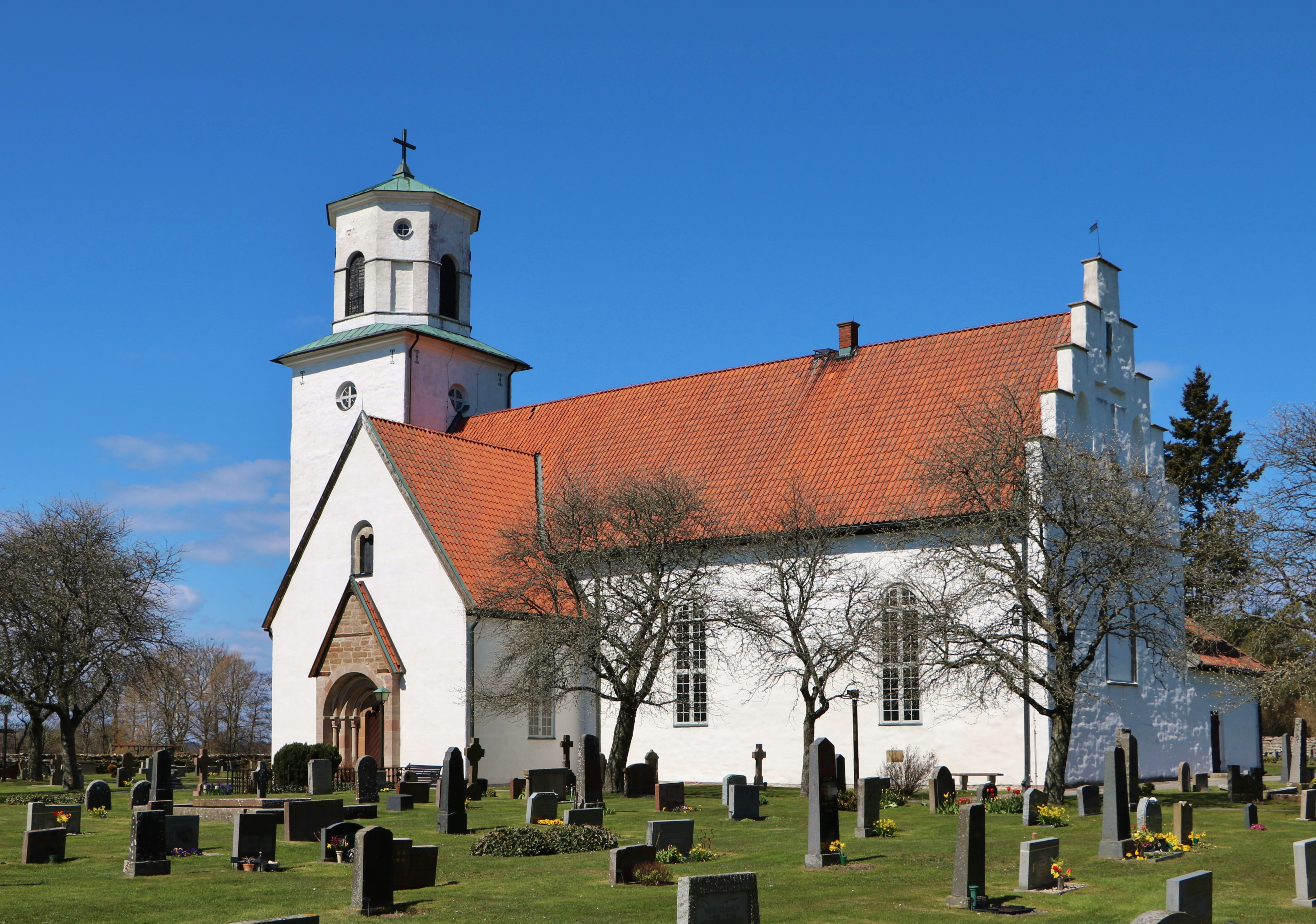
Kościół w Gärdslösa